# Saúl Álvarez
Santos Saúl Álvarez Barragán (ur. 18 lipca 1990 w Guadalajarze) – meksykański pięściarz, były zawodowy mistrz świata organizacji WBC i WBA wagi junior średniej (do 154 funtów), oraz były mistrz świata organizacji WBA, WBC, IBF i IBO wagi średniej (do 160 funtów), także były mistrz świata federacji WBO w wadze półciężkiej. W swojej karierze pokonał 15 zawodników o tytuł mistrza świata. Aktualny zunifikowany mistrz świata federacji WBC, WBA, IBF i WBO w wadze super średniej.

## Kariera zawodowa
Karierę zawodową rozpoczął 29 października 2005. Do grudnia 2010 stoczył 35 walk, z których wygrał 34 a 1 zremisował (m.in. wygrał z byłym mistrzem IBF Miguelem Vázquezem. W tym czasie zdobył tytuły WBA Fedecentro, NABF, WBO Latino WBC Youth w wadze półśredniej oraz WBC Silver w lekkośredniej.
5 marca 2011, w Anaheim (Stany Zjednoczone), stanął do pojedynku o wakujący tytuł mistrza WBC w wadze lekkośredniej. Pokonał jednogłośnie na punkty Brytyjczyka Matthew Hattona i został nowym mistrzem świata. W pierwszej obronie tytułu, 18 czerwca, pokonał Brytyjczyka Ryana Rhodesa. W kolejnych obronach tytułu, 17 września zwyciężył przez techniczny nokaut Meksykanina Alfonso Gómeza a 26 listopada Portorykańczyka Kermita Cintrona, byłego mistrza IBF w wadze półśredniej, przez techniczny nokaut w piątej rundzie.
5 maja 2012 w Las Vegas stoczył walkę z byłym mistrzem świata w trzech kategoriach wagowych Amerykaninem Shane’em Mosleyem. Po zaciętym pojedynku zwyciężył wyraźnie, jednogłośnie na punkty i obronił pas mistrzowski. W kolejnej obronie, 15 września, wygrał przez techniczny nokaut w piątej rundzie z Amerykaninem Josésito Lópezem, który był na deskach w rundach drugiej, trzeciej i czwartej.

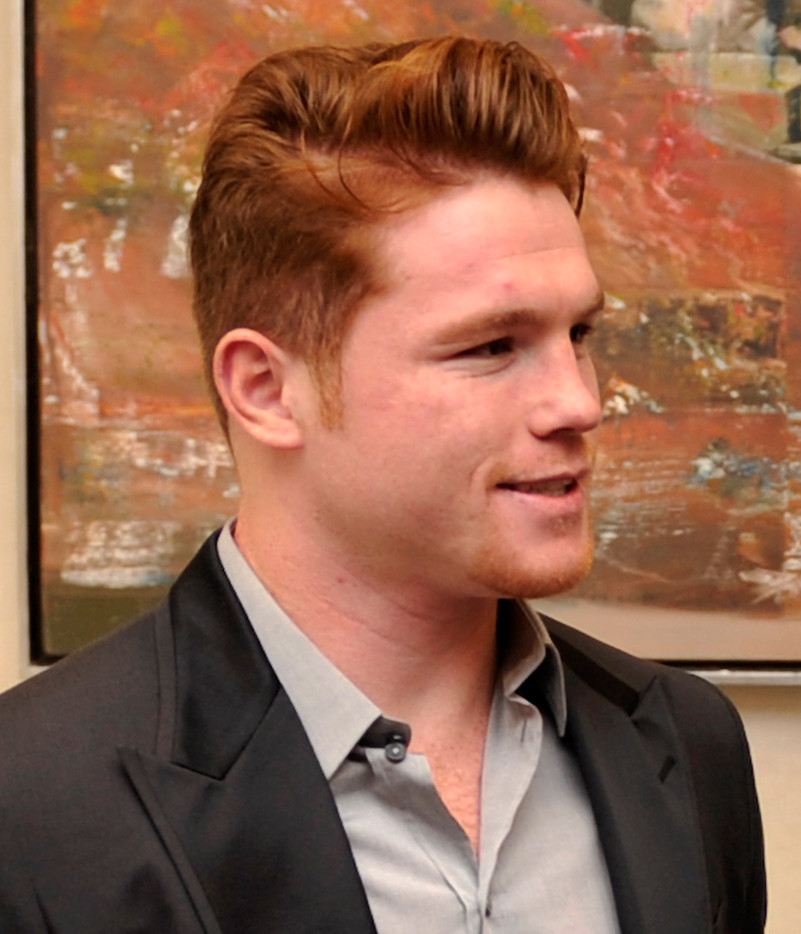
Álvarez (Los Pinos, 2013)

14 września 2013 w Las Vegas, przegrał  niejednogłośnie na punkty w walce unifikacyjnej o mistrzostwa świata WBA i WBO z Floydem Mayweatherem Jr. Sędziowie punktowali: 117:111, 116:112, 114:114 na rzecz Amerykanina. Mimo niejednogłośnego werdyktu Mayweather przez dwanaście rund dominował w ringu, wielokrotnie ośmieszając Meksykanina, toteż wielu ekspertów skrytykowało sędzię, która przyznała w tej walce remis.
9 maja 2015 w Houston w Teksasie znokautował w trzeciej rundzie  Amerykanina Jamesa Kirklanda (32-2, 28 KO).
21 listopada 2015 w Las Vegas pokonał jednogłośnie na punkty (118-110, 119-109, 117-111) Miguela Cotto (40-5, 34 KO) i wywalczył pas mistrza świata federacji WBC w kategorii średniej.
7 maja 2016 w Las Vegas znokautował w końcówce szóstej rundy pięściarza z Wielkiej Brytanii, Amira Khana (31-4, 19 KO).  Walka odbyła się w umownym limicie 155 funtów.
17 września 2016 w Arlington w Teksasie znokautował Liama Smitha w dziewiątej rundzie i wywalczył pas mistrza świata WBO w wadze junior średniej.
6 maja 2017 roku spotkał się w ringu ze swoim rodakiem Julio Césarem Chávezem Jr. (50-2-1, 32 KO). Alvarez kontrolował tę walkę od początku do końca i wygrał ją jednogłośnie na punkty (120-108, 120-108, 120-108). Tuż po zakończeniu pojedynku ogłoszono zaplanowane na 16 września starcie Meksykanina ze zunifikowanym czempionem wagi średniej, Giennadijem Gołowkinem (37-0, 33 KO).

### Pojedynki z Giennadijem Gołowkinem, zdobycie tytułów WBA, WBC i IBO
16 września 2017 w T-Mobile Arena w Las Vegas zremisował z Kazachem Giennadijem Gołowkinem (37-0-1, 33 KO). Sędziowie punktowali 118:110 Canelo, 115:113 Gołowkin oraz 114:114.
5 maja 2018 roku miało dojść do rewanżowego pojedynku Gołowkina z Saulem Alvarezem, jednak walka została odwołana ze względu na wpadkę dopingową Meksykanina. Ostatecznie do rewanżowego pojedynku doszło 15 września 2018 ponownie w T-Mobile Arena w Las Vegas. Po dwunastu zaciętych i wyrównanych rundach Alvarez wygrał niejednogłośnie na punkty i odebrał Kazachowi tytuły mistrza świata wagi średniej federacji WBA, WBC i IBO. Sędziowie punktowali 114:114 i dwukrotnie 115:113 na jego korzyść.

### Zdobycie tytułu WBA w wersji regularnej w kategorii super średniej
15 grudnia 2018 w Madison Square Garden w Nowym Jorku znokautował już w trzeciej rundzie Brytyjczyka Rocky'ego Fieldinga (27-2, 15 KO), zdobywając tytuł WBA w wersji regularnej. Tym samym został mistrzem świata w trzeciej kategorii wagowej.

### Powrót do kategorii średniej i unifikacyjna walka z Danielem Jacobsem
4 maja 2019 roku w T-Mobile Arena w Las Vegas pokonał na punkty 115-113, 116-112, 115-113 Amerykanina Daniela Jacobsa (35-3, 29 KO). Tym samym zunifikował tytuły WBC, WBA oraz IBF w wadze średniej.

### Waga półciężka
2 listopada 2019 roku w MGM Grand w Las Vegas stanął do walki o tytuł mistrza świata w czwartej kategorii wagowej. Jego oponentem w starciu o pas WBO wagi półciężkiej był Sergiej Kowaliow (34-4-1, 29 KO). Alvarez zwyciężył tę walkę przez TKO w 11 rundzie. Do momentu zatrzymania pojedynku, sędziowie punktowali 96-94, 96-94 dla "Canelo", oraz 95-95.

### Powrót do kategorii super średniej, walki unifikacyjne
20 grudnia 2020 w San Antonio zdominował Calluma Smitha (27-1, 19 KO), wygrywając jednogłośnie na punty 117:111 i dwukrotnie 119:109, zostając mistrzem świata federacji WBA i WBC kategorii super średniej.
27 lutego 2021 w Miami wygrał przed czasem z Avnim Yildirimem (21-2, 12 KO), obowiązkowym pretendentem WBC. Turek  po trzecim starciu nie wyszedł do dalszej walki.
9 maja 2021 pokonał Billy'ego Joe Saundersa (30-1, 14 KO)  i zunifikował trzy mistrzowskie pasy kategorii super średniej – WBC, WBA i WBO. Anglik po ósmej rundzie nie wyszedł do dalszej walki. Do przerwy po ósmej rundzie, w której Saunders został poddany z powodu złamania kości
oczodołu Álvarez wygrywał na kartach sędzowskich 78–74 (dwukrotnie) i 77–75 oraz zadał więcej 73 do 60 celnych ciosów. Walkę obejrzało na stadionie AT and T w teksańskim Arlington 73,126 widzów.
6 listopada 2021 w MGM Grand w Las Vegas zmierzył się w walce o pasy WBC, WBA, IBF, WBO wagi super średniej z Amerykaninem Calebem Plantem (21-1, 12 KO). Zwyciężył przez nokaut w 11. rundzie, dzięki czemu został pierwszym w historii pięściarzem, który zunifikował tytuły wszystkich czterech najważniejszych federacji w kategorii do 76,2 kg.

### Walka o pas WBA w wadze półciężkiej
7 maja 2022 roku w T-Mobile Arena w Las Vegas przystąpił do walki o pas mistrza świata federacji WBA w wadze półciężkiej. Jego rywalem był obrońca tytułu, Rosjanin Dmitrij Biwoł (20-0, 11 KO). Przegrał pojedynek jednomyślną decyzją sędziowską (113-115,113-115, 113-115).

### Dopełnienie trylogii z Giennadijem Gołowkinem
17 września 2022 roku w T-Mobile Arena w Las Vegas stoczył trzeci pojedynek z Giennadijem Gołowkinem (42-2-1, 37 KO). Wcześniej z tym przeciwnikiem zanotował remis i zwycięstwo w dyskusyjnych okolicznościach. Tym razem przewaga Alvareza przez cały pojedynek nie podlegała dyskusji. Meksykanin wygrał jednogłośnie na punkty (116:112 i dwukrotnie 115:113). Stawką pojedynku były mistrzowskie pasy federacji WBC, WBA, IBF oraz WBO w kategorii super średniej.

### Walka z Terencem Crawfordem
13 września 2025 roku na Allegiant Stadium w Las Vegas ma się zmierzyć ze zunifikowanym mistrzem świata kategorii półśredniej, Terencem Crawfordem (41-0, 31 KO). Walkę pokaże platforma Netflix.

## Wyróżnienia
W grudniu 2019 został wybrany przez ESPN najlepszym pięściarzem 2019 roku. Jest też laureatem magazynu The Ring w kategorii zawodnika roku 2019.

## Lista walk na zawodowym ringu

### Rekord walk
| Walka | Wynik      | Rekord | Przeciwnik                | Rozstrzygnięcie | Runda, czas   | Data             | Miejsce                                                 |   |
| 67    | Zwycięstwo | 63-2-2 | style="text-align: left;" | UD              | 12            | 3 maja 2025      | Anb Arena, Rijad, Arabia Saudyjska                      |   |
| 66    | Zwycięstwo | 62-2-2 | Edgar Berlanga            | UD              | 12            | 14 Września 2024 | T-Mobile Arena, Paradise, Stany Zjednoczone             | - |
| 65    | Zwycięstwo | 61-2-2 | Jaime Munguia             | UD              | 12            | 4 maja 2024      | T-Mobile Arena, Paradise, Stany Zjednoczone             |   |
| 64    | Zwycięstwo | 60-2-2 | Jermell Charlo            | UD              | 12            | 30 września 2023 | T-Mobile Arena, Paradise, Stany Zjednoczone             |   |
| 63    | Zwycięstwo | 59-2-2 | John Ryder                | UD              | 12            | 6 maja 2023      | Estadio Akron, Zapopan                                  |   |
| 62    | Zwycięstwo | 58-2-2 | Giennadij Gołowkin        | UD              | 12            | 17 września 2022 | T-Mobile Arena, Paradise, Stany Zjednoczone             |   |
| 61    | Przegrana  | 57-2-2 | Dmitrij Biwoł             | UD              | 12            | 7 maj 2022       | T-Mobile Arena, Paradise, Stany Zjednoczone             |   |
| 60    | Zwycięstwo | 57–1–2 | Caleb Plant               | TKO             | 11 (12), 1:05 | 6 lis 2021       | MGM Grand Garden Arena, Paradise, Stany Zjednoczone     |   |
| 59    | Zwycięstwo | 56–1–2 | Billy Joe Saunders        | RTD             | 8 (12), 3:00  | 8 maj 2021       | AT&T Stadium, Arlington, Stany Zjednoczone              |   |
| 58    | Zwycięstwo | 55–1–2 | Avni Yıldırım             | RTD             | 3 (12), 3:00  | 27 lut 2021      | Hard Rock Stadium, Miami Gardens, Stany Zjednoczone     |   |
| 57    | Zwycięstwo | 54–1–2 | Callum Smith              | UD              | 12            | 19 gru 2020      | Alamodome, San Antonio, Stany Zjednoczone               |   |
| 56    | Zwycięstwo | 53–1–2 | Siergiej Kowalow          | KO              | 11 (12), 2:15 | 2 lis 2019       | MGM Grand Garden Arena, Paradise, Stany Zjednoczone     |   |
| 55    | Zwycięstwo | 52–1–2 | Daniel Jacobs             | UD              | 12            | 4 maj 2019       | T-Mobile Arena, Paradise, Stany Zjednoczone             |   |
| 54    | Zwycięstwo | 51–1–2 | Rocky Fielding            | TKO             | 3 (12), 2:38  | 15 gru 2018      | Madison Square Garden, Nowy Jork, Stany Zjednoczone     |   |
| 53    | Zwycięstwo | 50–1–2 | Giennadij Gołowkin        | MD              | 12            | 15 wrz 2018      | T-Mobile Arena, Paradise, Stany Zjednoczone             |   |
| 52    | Remis      | 49–1–2 | Giennadij Gołowkin        | SD              | 12            | 16 wrz 2017      | T-Mobile Arena, Paradise,Stany Zjednoczone              |   |
| 51    | Zwycięstwo | 49–1–1 | Julio César Chávez Jr.    | UD              | 12            | 6 maj 2017       | T-Mobile Arena, Paradise, Stany Zjednoczone             |   |
| 50    | Zwycięstwo | 48–1–1 | Liam Smith                | KO              | 9 (12), 2:28  | 17 wrz 2016      | AT&T Stadium, Arlington, Stany Zjednoczone              |   |
| 49    | Zwycięstwo | 47–1–1 | Amir Khan                 | KO              | 6 (12), 2:37  | 7 maj 2016       | T-Mobile Arena, Paradise, Stany Zjednoczone             |   |
| 48    | Zwycięstwo | 46–1–1 | Miguel Cotto              | UD              | 12            | 21 lis 2015      | Mandalay Bay Events Center, Paradise, Stany Zjednoczone |   |
| 47    | Zwycięstwo | 45–1–1 | James Kirkland            | KO              | 3 (12), 2:19  | 9 maj 2015       | Minute Maid Park, Houston, Stany Zjednoczone            |   |
| 46    | Zwycięstwo | 44–1–1 | Erislandy Lara            | SD              | 12            | 12 lip 2014      | MGM Grand Garden Arena, Paradise, Stany Zjednoczone     |   |
| 45    | Zwycięstwo | 43–1–1 | Alfredo Angulo            | TKO             | 10 (12), 0:44 | 8 mar 2014       | MGM Grand Garden Arena, Paradise, Stany Zjednoczone     |   |
| 44    | Przegrana  | 42–1–1 | Floyd Mayweather Jr.      | MD              | 12            | 14 wrz 2013      | MGM Grand Garden Arena, Paradise, Stany Zjednoczone     |   |
| 43    | Zwycięstwo | 42–0–1 | Austin Trout              | UD              | 12            | 20 kwi 2013      | Alamodome, San Antonio, Stany Zjednoczone               |   |
| 42    | Zwycięstwo | 41–0–1 | Josesito López            | TKO             | 5 (12), 2:55  | 15 wrz 2012      | MGM Grand Garden Arena, Paradise, Stany Zjednoczone     |   |
| 41    | Zwycięstwo | 40–0–1 | Shane Mosley              | UD              | 12            | 5 maj 2012       | MGM Grand Garden Arena, Paradise, Stany Zjednoczone     |   |
| 40    | Zwycięstwo | 39–0–1 | Kermit Cintrón            | TKO             | 5 (12), 2:53  | 26 lis 2011      | Plaza de Toros México, Meksyk, Meksyk                   |   |
| 39    | Zwycięstwo | 38–0–1 | Alfonso Gómez             | TKO             | 6 (12), 2:36  | 17 wrz 2011      | Staples Center, Los Angeles, Stany Zjednoczone          |   |
| 38    | Zwycięstwo | 37–0–1 | Ryan Rhodes               | TKO             | 12 (12), 0:48 | 18 cze 2011      | Arena VFG, Guadalajara, Meksyk                          |   |
| 37    | Zwycięstwo | 36–0–1 | Matthew Hatton            | UD              | 12            | 5 mar 2011       | Honda Center, Anaheim, Stany Zjednoczone                |   |
| 36    | Zwycięstwo | 35–0–1 | Lovemore N'dou            | UD              | 12            | 4 gru 2010       | Estadio Universitario Beto Ávila, Veracruz, Meksyk      |   |
| 35    | Zwycięstwo | 34–0–1 | Carlos Baldomir           | KO              | 6 (10), 2:58  | 18 wrz 2010      | Staples Center, Los Angeles, Stany Zjednoczone          |   |
| 34    | Zwycięstwo | 33–0–1 | Luciano Leonel Cuello     | TKO             | 6 (12), 1:23  | 10 lip 2010      | Arena VFG, Guadalajara, Meksyk                          |   |
| 33    | Zwycięstwo | 32–0–1 | José Cotto                | TKO             | 9 (10), 2:51  | 1 maj 2010       | MGM Grand Garden Arena, Paradise, Stany Zjednoczone     |   |
| 32    | Zwycięstwo | 31–0–1 | Brian Camechis            | KO              | 3 (12), 0:23  | 6 mar 2010       | Palenque de la Feria, Tuxtla Gutiérrez, Meksyk          |   |
| 31    | Zwycięstwo | 30–0–1 | Lanardo Tyner             | UD              | 12            | 5 gru 2009       | Tepic, Meksyk                                           |   |
| 30    | Zwycięstwo | 29–0–1 | Carlos Herrera            | TKO             | 1 (10), 2:46  | 15 wrz 2009      | Auditorio Siglo XXI, Puebla, Meksyk                     |   |
| 29    | Zwycięstwo | 28–0–1 | Marat Chuzejew            | KO              | 2 (10), 2:33  | 8 sie 2009       | Auditorio Benito Juárez, Zapopan, Meksyk                |   |
| 28    | Zwycięstwo | 27–0–1 | Jefferson Gonçalo         | KO              | 9 (12), 1:54  | 6 cze 2009       | Xcaret Park, Cancún, Meksyk                             |   |
| 27    | Zwycięstwo | 26–0–1 | Michel Rosales            | TKO             | 10 (12), 2:53 | 11 kwi 2009      | Gimnasio Niños Héroes, Tepic, Meksyk                    |   |
| 26    | Zwycięstwo | 25–0–1 | Euri González             | TKO             | 11 (12), 1:36 | 21 lut 2009      | Auditorio Benito Juárez, Zapopan, Meksyk                |   |
| 25    | Zwycięstwo | 24–0–1 | Antonio Fitch             | TKO             | 1 (12), 1:52  | 17 sty 2009      | Foro Scotiabank, Meksyk, Meksyk                         |   |
| 24    | Zwycięstwo | 23–0–1 | Raúl Pinzón               | TKO             | 1 (12), 2:30  | 5 gru 2008       | Miccosukee Resort & Gaming, Miami, Stany Zjednoczone    |   |
| 23    | Zwycięstwo | 22–0–1 | Larry Mosley              | UD              | 10            | 24 paź 2008      | Morongo Casino Resort & Spa, Cabazon, Stany Zjednoczone |   |
| 22    | Zwycięstwo | 21–0–1 | Carlos Adán Jerez         | UD              | 10            | 2 sie 2008       | Auditorio Benito Juárez, Zapopan, Meksyk                |   |
| 21    | Zwycięstwo | 20–0–1 | Miguel Vázquez            | UD              | 10            | 28 cze 2008      | Palenque Calle 2, Zapopan, Meksyk                       |   |
| 20    | Zwycięstwo | 19–0–1 | Francisco Villanueva      | SD              | 10            | 6 cze 2008       | Tepic, Meksyk                                           |   |
| 19    | Zwycięstwo | 18–0–1 | Gabriel Martinez          | RTD             | 11 (12), 3:00 | 18 kwi 2008      | Salon Marbet Plus, Nezahualcóyotl, Meksyk               |   |
| 18    | Zwycięstwo | 17–0–1 | Francisco Villanueva      | TKO             | 9 (12), 2:32  | 14 mar 2008      | Coliseo Olimpico de la UG, Guadalajara, Meksyk          |   |
| 17    | Zwycięstwo | 16–0–1 | Axel Rodrigo Solis        | KO              | 1 (8), 2:55   | 22 lut 2008      | Salon Marbet Plus, Nezahualcóyotl, Meksyk               |   |
| 16    | Zwycięstwo | 15–0–1 | Sean Holley               | TKO             | 2 (10), 3:00  | 15 gru 2007      | Auditorio Benito Juarez, Guadalajara, Meksyk            |   |
| 15    | Zwycięstwo | 14–0–1 | Ricardo Cano              | UD              | 12            | 31 sie 2007      | Coliseo Olímpico, Guadalajara, Meksyk                   |   |
| 14    | Zwycięstwo | 13–0–1 | Christian Solano          | UD              | 10            | 18 sie 2007      | Arena Coliseo, Guadalajara, Meksyk                      |   |
| 13    | Zwycięstwo | 12–0–1 | Jesus Hernandez           | TKO             | 2 (10), 0:12  | 1 cze 2007       | Casino de los Fresnos, Tepic, Meksyk                    |   |
| 12    | Zwycięstwo | 11–0–1 | Víctor Marquez            | KO              | 4 (10), 1:48  | 19 maj 2007      | Auditorio Benito Juarez, Guadalajara, Meksyk            |   |
| 11    | Zwycięstwo | 10–0–1 | Ivan Illescas             | KO              | 4 (10), 2:40  | 30 mar 2007      | Arena-Casino Los Fresnos, Tepic, Meksyk                 |   |
| 10    | Zwycięstwo | 9–0–1  | Javier Martinez           | TKO             | 8 (10), 1:54  | 2 mar 2007       | Casino Los Fresnos, Tepic, Meksyk                       |   |
| 9     | Zwycięstwo | 8–0–1  | Daniel Martinez           | KO              | 2 (8), 2:59   | 8 gru 2006       | Arena Jalisco, Guadalajara, Meksyk                      |   |
| 8     | Zwycięstwo | 7–0–1  | Francisco Villanueva      | KO              | 5 (6), 1:20   | 29 wrz 2006      | Tonalá, Meksyk                                          |   |
| 7     | Zwycięstwo | 6–0–1  | Cristian Hernandez        | KO              | 2 (6), 0:34   | 15 wrz 2006      | Guadalajara, Meksyk                                     |   |
| 6     | Zwycięstwo | 5–0–1  | Juan Hernandez            | KO              | 2 (6), 0:07   | 21 lip 2006      | Arena Coliseo, Guadalajara, Meksyk                      |   |
| 5     | Remis      | 4–0–1  | Jorge Juarez              | SD              | 4             | 17 cze 2006      | Auditorio Fausto Gutierrez Moreno, Tijuana, Meksyk      |   |
| 4     | Zwycięstwo | 4–0    | Pedro Lopez               | KO              | 1 (4), 2:33   | 10 lut 2006      | Men's Club, Guadalajara, Mexico                         |   |
| 3     | Zwycięstwo | 3–0    | Miguel Vázquez            | SD              | 4             | 20 sty 2006      | Guadalajara, Meksyk                                     |   |
| 2     | Zwycięstwo | 2–0    | Pablo Alvarado            | KO              | 2 (4), 2:25   | 26 lis 2005      | Arena Chololo Larios, Tonalá, Meksyk                    |   |
| 1     | Zwycięstwo | 1–0    | Abraham Gonzalez          | TKO             | 4 (4), 0:18   | 29 paź 2005      | Arena Chololo Larios, Tonalá, Meksyk                    |   |

## Życie prywatne
Jest kibicem meksykańskiego klubu piłkarskiego Chivas de Guadalajara.